# گوش (فیلم ۱۹۹۰)
گوش (چکی: Ucho)، (انگلیسی: The Ear) یک فیلم از کارِل کاخینیا فیلم‌ساز اهل جمهوری چک محصول ۱۹۷۰ است.
این فیلم بیش از ۲۰ سال توسط کمیته کمونیستی حاکم بر نظام چکسلواکی سابق در توقیف بود؛ و سرانجام در ژانویه ۱۹۹۰ به اکران رسید.

## داستان
روایت فیلم دربارهٔ یک زوج زن و شوهر به نام‌های لودویک و آنااست که زندگی تلخی دارند. لودویک مقام رسمی و ارشد رژیم حاکم کمونیست پراگ است و آنا یک زن خانه‌دارالکلی. این زوج پس از شرکت در یک ضیافت رسمی مربوط به حزب کمونیست به خانه خود برمی‌گردند و متوجه می‌شوند که در خانه‌شان شکسته شده‌است. جدای از این در طول نیمه شب چندین اتفاق عجیب، از جمله ناپدید شدن کلیدهای خانه و قطع خطوط تلفنی آن‌ها را به این باور می‌رساند که تحت نظارت و شنود پلیس مخفی و حزب حاکم هستند. در مراسم افتتاحیه فیلم در جمهوری چک، بازی‌های عالی رادوسلاو برزوبوهاتی در نقش لودویک و ییژینا بوهدالووا در نقش آنا مخاطبان را تحت تأثیر قرار داد. آن‌ها ۲۰ سال پیرتر شده بودند و تازه فیلم به اکران رسیده بود.

## جشنواره کن
گوش در چهل و سومین دوره جشنواره فیلم کن در سال ۱۹۹۰ نامزد دریافت نخل طلای بهترین فیلم بود.